# REDjet
REDjet war eine Billigfluggesellschaft mit Sitz in Bridgetown auf Barbados.

## Geschichte
REDjet wurde 2006 von Robbie und Ian Burns gegründet. Der Erstflug fand am 10. Mai 2011 statt. Am 16. März 2012 musste der Flugbetrieb bis auf Weiteres eingestellt werden.

## Flugziele
REDjet flog vom Flughafen Bridgetown Grantley Adams zuletzt nach Georgetown, Kingston und Port of Spain. Geplante Flüge in die Vereinigten Staaten wurden von der FAA aufgrund fehlender Standards der Fluggesellschaften von Barbados untersagt.

## Flotte
Mit Stand März 2012 bestand die Flotte der REDjet aus vier Flugzeugen:
- 3 McDonnell Douglas MD-82
- 1 McDonnell Douglas MD-83